# Павлоград (селище)
Павлогра́д — селище в Україні, у Сєвєродонецькій міській громаді Сєвєродонецького району Луганської області. До 1958 року — селище Павлоградське. Розташоване на річці Сіверський Донець. 181 мешканець. Окуповано в 2022 році армією РФ

## Адміністративний поділ
У селищі є лише одна вулиця: Вулиця Червона та Павлоградський міст.

## Постаті
- Левченко Сергій Валерійович (1987—2018) — солдат Збройних сил України, учасник російсько-української війни.